# Майкл Ентоні (боксер)
Майкл Ентоні Перріс (англ. Michael Anthony Parris; 4 жовтня 1957) — гаянський професійний боксер, бронзовий призер Олімпійських ігор, перший і станом на 2024 рік єдиний призер Гаяни на Олімпійських іграх.

## Аматорська кар'єра
1978 року брав участь в Іграх Співдружності, програвши в другому бою Баррі Макгігану (Ірландія).
На Олімпійських іграх 1980 завоював бронзову медаль.
- В 1/16 фіналу переміг Нурені Гбадамосі (Нігерія) — 5-0
- В 1/8 фіналу переміг Фаїза Заглул (Сирія) — 3-2
- У чвертьфіналі переміг Даніеля Сарагоса (Мексика) — RSC
- У півфіналі програв Хуану Ернандесу (Куба) — 0-5

## Професіональна кар'єра
Після Олімпіади перейшов до професійного боксу. Впродовж 1982—1995 років провів 29 боїв. 